# Lourenço Gonçalves de Abreu
Lourenço Gonçalves de Abreu (1100 - 1141) foi alcaide-mor de Lapela, Senhor da casa de seu pai. A seu mando foi construída uma Domus fortis denominada Torre da Lapela de que foi seu Alcaide-Mor. Combateu com seu pai na Batalha de Arcos de Valdevez ocorrida durante a Primavera de 1141, onde os exércitos de D. Afonso Henriques e Afonso VII de Castela e Leão se confrontaram. Foi tido como um dos maiores fidalgos e Cavaleiros Medievais do Reino de Portugal da altura.

## Relações familiares
Foi filho de Gonçalo Martins de Abreu e pai de:
1. Gomes Lourenço de Abreu (1130 -?). 2º Senhor da Torre de Abreu.
2. Álvaro Lourenço de Abreu.